# Nylon 66
Nylon 66 (PA66, Nylon 6.6, Nylon 6/6) ist ein Polymer aus der Gruppe der Polyamide.

## Geschichte
Anfang der 1930er Jahre beschäftigten sich die Chemiker bei E. I. du Pont de Nemours and Company in Wilmington mit der Reaktion von Dicarbonsäuren mit Diaminen zu Polyamiden. Im Februar 1935 gelang es Wallace Hume Carothers aus einer Schmelze von Nylon-6,6 Fasern zu ziehen und auf dieser Basis die erste rein synthetische Chemiefaser herzustellen. Der Name der Verbindung bezieht sich auf die jeweils sechs Kohlenstoffatome in den beiden Ausgangsstoffen. Am 9. April 1937 wurde ein Patent angemeldet und 1938 begann die Produktion der Faser, die ab dem darauf folgenden Jahr großindustriell unter dem Namen Nylon produziert wurde. Die ersten Nylonstrümpfe kamen 1940 auf den Markt, wobei sich die Produktion im Zweiten Weltkrieg auf militärische Anwendungen fokussierte. 1945 wurden bereits etwa 15.000 t pro Jahr in den USA produziert. Im Jahr 2022 erreichte die weltweite Produktionsmenge 1,4 Mio. Tonnen.

## Gewinnung und Darstellung
Nylon 66 kann durch Reaktion von  Adipinsäure (1) und Hexamethylendiamin (2)  hergestellt werden. Dabei entsteht das Ammoniumsalz (AH-Salz) (3), das in einem Autoklav bei 15 bar Druck und etwa 250 °C unter Wasserabspaltung zum Polyamid (4) umgesetzt wird.

## Eigenschaften
Polyamide wie Nylon 66 sind harte, meist opake Werkstoffe. Je nach Abkühlgeschwindigkeit erhält man aus der Schmelze mehr oder weniger kristallisierte Produkte. Viele Eigenschaften sind vom Kristallinitätsgrad abhängig, wobei die Streckgrenze, Elastizitätsmodul, Härte und Wärmeformbeständigkeit mit steigender Kristallinität steigen, während die für die Eigenschaften wichtige Wasseraufnahme, Schlagzähigkeit und Bruchdehnung abnehmen. Nylon 66 ist beständig gegen Alkalilaugen, Ester, Alkylhalogenide und Alkohole. Von Ameisensäure, Schwefelsäure, Phenolen und Kresolen werden sie gelöst, von Mineralsäuren stark angegriffen. Auch gegenüber Witterungseinflüssen sind sie wenig beständig.

## Trivia
Mit der Aufgabenstellung ein vergleichbares Material ohne Patentverletzung zu entwickeln wurde 1938 erstmals von Paul Schlack (I.G. Farben) Polycaprolactam (Perlon) synthetisiert.